# Marguerite-A. Primeau
Pour les articles homonymes, voir Primeau.
 (mars 2025).
La mise en forme du texte ne suit pas les recommandations de Wikipédia : il faut le « wikifier ».
Les points d'amélioration suivants sont les cas les plus fréquents. Le détail des points à revoir est peut-être précisé sur la page de discussion.
- Les titres sont pré-formatés par le logiciel. Ils ne sont ni en capitales, ni en gras.
- Le texte ne doit pas être écrit en capitales (les noms de famille non plus), ni en gras, ni en italique, ni en « petit »…
- Le gras n'est utilisé que pour surligner le titre de l'article dans l'introduction, une seule fois.
- L'italique est rarement utilisé : mots en langue étrangère, titres d'œuvres, noms de bateaux, etc.
- Les citations ne sont pas en italique mais en corps de texte normal. Elles sont entourées par des guillemets français : « et ».
- Les listes à puces sont à éviter, des paragraphes rédigés étant largement préférés. Les tableaux sont à réserver à la présentation de données structurées (résultats, etc.).
- Les appels de note de bas de page (petits chiffres en exposant, introduits par l'outil «  Source ») sont à placer entre la fin de phrase et le point final[comme ça].
- Les liens internes (vers d'autres articles de Wikipédia) sont à choisir avec parcimonie. Créez des liens vers des articles approfondissant le sujet. Les termes génériques sans rapport avec le sujet sont à éviter, ainsi que les répétitions de liens vers un même terme.
- Les liens externes sont à placer uniquement dans une section « Liens externes », à la fin de l'article. Ces liens sont à choisir avec parcimonie suivant les règles définies. Si un lien sert de source à l'article, son insertion dans le texte est à faire par les notes de bas de page.
- La présentation des références doit suivre les conventions bibliographiques. Il est recommandé d'utiliser les modèles {{Ouvrage}}, {{Chapitre}}, {{Article}}, {{Lien web}} et/ou {{Bibliographie}}. Le mode d'édition visuel peut mettre en forme automatiquement les références.
- Insérer une infobox (cadre d'informations à droite) n'est pas obligatoire pour parachever la mise en page.

Pour une aide détaillée, merci de consulter Aide:Wikification.
Si vous pensez que ces points ont été résolus, vous pouvez retirer ce bandeau et améliorer la mise en forme d'un autre article.
Marguerite-A. Primeau, née le 10 mai 1914 à Saint-Paul-des Métis et morte le 29 octobre 2011 à Vancouver, est une écrivaine et enseignante franco-albertaine et franco-colombienne. Elle est l'autrice de trois romans, d'une anthologie de contes, deux recueils de nouvelles et un texte sur son village de Saint-Paul-des-Métis. Elle est la première écrivaine canadienne née à l'ouest du Manitoba à publier un ouvrage en français.

## Biographie

### Jeunesse et formation
Marguerite Aurélie Hermione Primeau est née à Saint-Paul-des Métis le 10 mai 1914. Ses parents, Jean Edmond Primeau et Marie-Louise Laniel-DesRosiers, originaires du Québec, se sont installés dans l’Ouest canadien au début du 20e siècle. Primeau fait ses études primaires et secondaires à Saint-Paul-des-Métis. À l'âge de neuf ans, elle commence à étudier au couvent des Sœurs de l’Assomption. Au couvent, elle apprend l’anglais, puisque, à cette époque, l’éducation en français en Alberta est limitée à une heure par jour après la troisième année. Après avoir terminé ses études, elle obtient une bourse de l'Association canadienne-française de l'Alberta (ACFA) qui lui permet d’étudier à l’École normale à Edmonton afin de devenir enseignante.

Pendant les années 1930, elle travaille en tant qu'institutrice dans les écoles dans le nord de l’Alberta. En 1943, elle reprend ses études en poursuivant l'étude de la langue romane à l’Université de l’Alberta. Son éducation l’amène à la Sorbonne à Paris en 1949, étudiant la littérature contemporaine. Elle demeure en France pendant une année supplémentaire, où elle travaille au Collège moderne des jeunes filles à Nice, avant de rentrer en Alberta en 1950.

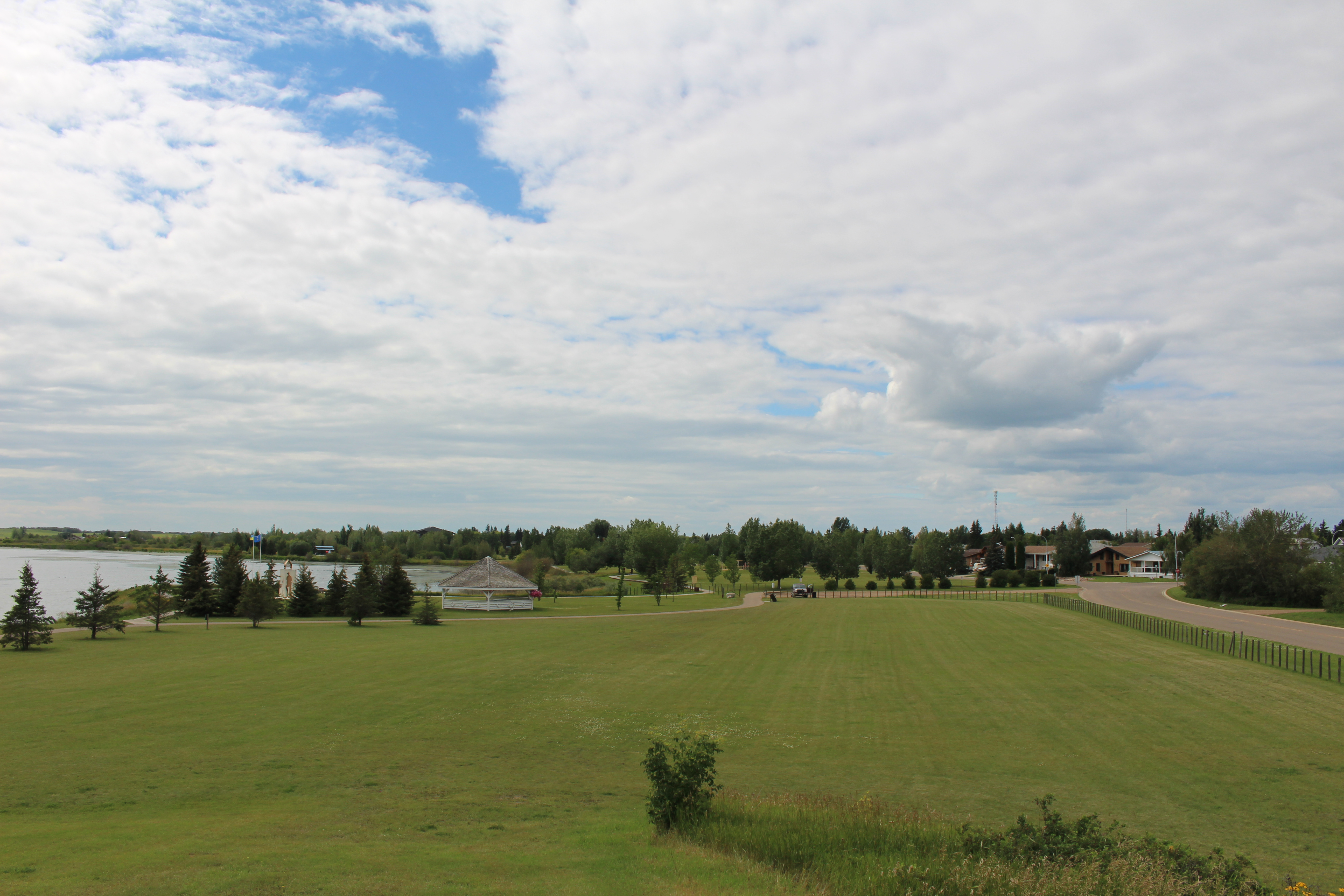
Saint-Paul-des-Métis

### Carrière
Primeau retourne au Canada au début des années 1950 et s’installe à Vancouver en 1954. Elle devient professeure de français à l'Université de la Colombie Britannique, où elle demeure jusqu'à la fin de sa carrière universitaire.
Écrivaine francophone, elle est célèbre pour ses œuvres littéraires en français dans les milieux anglophones, loin des centres littéraires, culturels et artistiques francophones. Sa première œuvre publiée, Dans le Muskeg (1960) a eu une influence importante sur la littérature de l’Ouest, tirant sur les expériences vécues par les francophones minoritaires, tel que l'usage d'une langue policée, le bilinguisme, l’isolation et la pression du système anglophone.

#### Influence sur la littérature francophone
Marguerite A. Primeau est devenue la première femme née à l'ouest du Manitoba à y publier un livre en français. Cependant, elle a dû faire face à des obstacles structurels, linguistiques et sociaux en tant qu’écrivaine francophone dans un contexte linguistique minoritaire. L'écriture de Primeau démontre l'expérience du terroir dans l’ouest canadien, ce qui se distingue de contemporains francophones de l’époque, comme Gabrielle Roy, qui abordent des thèmes qui résonnent avec des espaces majoritairement francophones.

## Œuvre

### Romans
- Dans le muskeg (1960)
- Maurice Dufault, sous-directeur (1983)
- Sauvage-sauvageon (1984)

### Recueil de nouvelles
- Totem (1988)
- Ol'Man, Ol'Dog et l'enfant et autres nouvelles (1996)

### Thèmes

#### Genre et féminisme
Primeau n'a pas qualifié ses écrits comme étant féministes. Selon Pamela Sing et Paul Dubé, plusieurs de ses idées et écrits peuvent être catégorisé comme féministes ou pré-féministes. Son œuvre Sauvage Savageon aborde plusieurs thèmes qui touchent les femmes dans l'ouest, tels que les rôles de genre, la crise d'identité, et la sexualité.
Trois de ses livres ont été traduits en anglais, Savage Rose, The Totem et Maurice Dufault, vice-principal. 

## Prix et récompences
En 1985, elle à reçu le prix Champlain pour son œuvre Sauvage-Sauvageons.
En 2012, la conférence du Centre d'études franco-canadiennes de l'Ouest a accueilli une session intitulée «Marguerite Primeau (1914-2011): Le legs d'une écrivaine pionnière singulière du Far Ouest» qui visait à mettre en lumière l'œuvre de Marguerite A. Primeau sur la communauté francophone de l'Alberta.
En 2017, une salle au Campus Saint-Jean fut nommée en son honneur.
Le 27 novembre, 2024, elle est honorée parmi 4 auteurs canadiens-français dans une collection de timbres de Poste Canada.